# Arbeidsongeval
De term arbeidsongeval is een wettelijk vastgelegde term die gaat over ongevallen tijdens de arbeid. De Nederlandse en Belgische wettelijke invulling is verschillend.
In België is er sprake van een arbeidsongeval bij voor werknemers een ongeval op het werk of onderweg van en naar het werk. Het is een van de sociale risico's die worden vergoed door de Sociale Zekerheid. Als aan de voorwaarden voor een arbeidsongeval voldaan is, wordt de schade die daarvan het gevolg is volledig vergoed door een verzekeringsmaatschappij. De Belgische Wet van 10 april 1971 (Arbeidsongevallenwet) geldt voor de privésector, de publieke sector heeft dan de arbeidsongevallenwet van 3 juni 1967.
In Nederland is er sprake van een arbeidsongeval tijdens de arbeid. Het woon-werkverkeer wordt niet mee opgenomen in deze definitie. 

## Elementen van een arbeidsongeval in België
Vooraleer men kan spreken van een bedrijfsongeval, moet volgens de wetgeving en rechtspraak aan een aantal voorwaarden zijn voldaan.
1. Het moet gaan om een plotse gebeurtenis.
Deze vereiste wordt gesteld om het onderscheid te maken met een beroepsziekte, die een ander vergoedingssysteem kent.
2. De plotse gebeurtenis moet zijn veroorzaakt door één of meerdere uitwendige oorzaken
Ook hier probeerde men duidelijk de beroepsziekten van de arbeidsongevallen te onderscheiden. De externe
3. Er moet een letsel zijn.
Met een letsel hebben we het standaard over een fysiek letsel, een verwonding, breuk. Maar ook mentale letsels kunnen aanvaard worden als letsel. Bij schade aan prothesen of orthopedische toestellen is er ook sprake over letsel en kan dit beschouwd worden als een arbeidsongeval.
4. De schade moet zich voordoen bij het uitvoeren van een arbeidsovereenkomst.
Ook over deze vereiste is al veel inkt gevloeid. Uiteraard is het vanzelfsprekend dat vooraleer er sprake kan zijn van een arbeidsongeval er sprake moet zijn van een arbeidsovereenkomst. Nochtans geldt dit vereiste niet altijd. Immers, studenten en zelfs mensen zonder schriftelijk arbeidsovereenkomst (zwartwerkers en tewerkgestelde illegalen) hebben recht op dezelfde bescherming die de Arbeidsongevallenwet biedt aan de reguliere werknemers.
5. een causaal verband tussen het ongeval en het letsel;
6. het ongeval moet gebeurd zijn door het feit van de uitvoering van de overeenkomst.
Is aan deze vereisten voldaan, dan is er sprake van een arbeidsongeval en de daarbij horende vergoedingen. Indien er een vermoeden is van een arbeidsongeval moet dit aangegeven worden aan de arbeidsongevallenverzekering. Het is aan de verzekeraar om een interpretatie te doen.

## Statistieken van arbeidsongevallen in België
Fedris, het Federaal agentschap voor beroepsrisico's brengt jaarlijks een statistisch jaarverslag uit voor de privésector en voor de openbare sector. Helaas is er ook bij arbeidsongevallen sprake van onderrapportage.
Op 4 november 2021 gaf minister van Sociale Zaken Frank Vandenbroucke in de Belgische Kamer van volksvertegenwoordigers aan dat hij Fedris vroeg "om in samenwerking met de FOD Werkgelegenheid de onderrapportage van arbeidsongevallen (de zogenaamde “tipp-ex” ongevallen) aan te pakken".
De Sociale Inlichtingen- en Opsporingsdienst (SIOD) nam in het actieplan van 2023-2024 op een analyse te maken en het ontwikkelen van het plan van aanpak voor de onderrapportage. In het rapport benoemen ze dit als tippexongevallen. Tipp-Ex-ongevallen zijn arbeidsongevallen die effectief plaatsvonden maar niet, of niet volledig worden gemeld; men beslist om het ongeval te verbergen onder een spreekwoordelijk laagje Tipp-Ex. Dit fenomeen stelt zich zowel bij buitenlandse als Belgische werkgevers.

## Cijfers in Nederland
De Nederlandse inspectie kwam na onderzoek in 2017 op een voorzichtige schatting van 35 tot ruim 50 procent niet aangegeven, ernstige arbeidsongevallen.